# Пучсерда
Пучсерда (на испански: Puigcerdà) е административен център на каталунската комарка Серданя, разположена в провинция Хирона, Северна Испания. Местоположението ѝ е близо до река Сегре и границата с Франция (съседства непосредствено на френския град Бур-Мадам). Населението му е 8839 души (по данни към 1 януари 2017 г.).